# Eden (restaurant)
Eden is een restaurant in Valkenswaard. De eetgelegenheid heeft sinds 10 januari 2020 een Michelinster.

## Geschiedenis
De eetgelegenheid is op 19 januari 2019 geopend door chef Herman Cooijmans en sommelier Robin Groos. De chef werkte eerder bij sterrenrestaurants Wollerich in Sint-Oedenrode en De Treeswijkhoeve in Waalre. Een jaar na de opening van de zaak, in januari 2020 ontving Eden een Michelinster van de Franse bandenfabrikant. De zaak is in 2024 onderscheiden met 15 van de 20 punten in de GaultMillau-gids. De eetgelegenheid staat op plaats 67 van de 100 beste restaurants van Nederland in de gids Lekker.
In maart 2023 werd bekend dat sommelier Robin Groos zijn aandelen heeft verkocht aan zijn compagnon en chef Herman Cooijmans. Op 30 juli 2023 nam hij officieel afscheid van het restaurant, hij werd opgevolgd door sommelier Paul van de Schoor.